# USS Sawfish (SS-276)
O USS Sawfish foi um submarino operado pela Marinha dos Estados Unidos e a sexagésima quarta embarcação da Classe Gato. Sua construção começou janeiro de 1942 no Estaleiro Naval de Portsmouth em Kittery e foi lançado ao mar em junho do mesmo ano, sendo comissionado na frota em agosto. Era armado com dez tubos de torpedo de 533 milímetros, tinha um deslocamento submerso de 2,4 mil toneladas e conseguia alcançar uma velocidade de vinte nós (39 quilômetros por hora) na superfície e nove nós (dezessete quilômetros por hora) submerso.
O Sawfish entrou em serviço no meio da Segunda Guerra Mundial. Ele realizou dez patrulhas no Oceano Pacífico até o fim da guerra, afundando uma canhoneira, um lança-minas, um navio cargueiro, um submarino, um navio-tanque e um tênder de hidroaviões. Depois do fim da guerra, a embarcação realizou treinamentos na Costa Oeste dos Estados Unidos até ser descomissionado em junho de 1946 e colocado na reserva. Ele serviu brevemente como navio de treinamento em 1947 e foi removido do registro naval em abril de 1960, sendo enviado para desmontagem.